# 1032 Pafuri
Pafuri (asteroide 1032) é um asteroide da cintura principal com um diâmetro de 54,67 quilómetros, a 2,6749099 UA. Possui uma excentricidade de 0,1443376 e um período orbital de 2 018,83 dias (5,53 anos).
Pafuri tem uma velocidade orbital média de 16,84571315 km/s e uma inclinação de 9,48482º.
Esse asteroide foi descoberto em 30 de maio de 1924 por Harry Edwin Wood.